# Strahinja Pavlović
Strahinja Pavlović (in serbo Страхиња Павловић?; Šabac, 24 maggio 2001) è un calciatore serbo, difensore del Milan e della nazionale serba.

## Caratteristiche tecniche
Difensore centrale mancino, è forte nel gioco aereo e in marcatura può far valere la sua fisicità. Dotato di grande personalità, viene paragonato al connazionale Nemanja Vidić e all'olandese Jaap Stam.

## Carriera

### Club

#### Gli inizi al Partizan
Cresciuto nel settore giovanile del Partizan, ha esordito in prima squadra il 23 febbraio 2019 disputando l'incontro di Superliga vinto 3-0 contro il Proleter Novi Sad. Raccoglie 11 presenze in campionato, giocando titolare la finale di Coppa di Serbia vinta sulla Stella Rossa. In estate viene definita la sua cessione alla Lazio per 5,5 milioni, lasciandolo in prestito al Partizan per una stagione. Il trasferimento tuttavia sfuma per il mancato raggiungimento dell'accordo tra le due società.
Il 25 luglio esordisce nei preliminari di Europa League contro i gallesi del Connah's Q.N.. Il 6 ottobre realizza il primo gol in carriera che non evita al Partizan una sconfitta interna con il Voždovac. Il 18 dicembre è annunciato il suo passaggio per 10 milioni ai francesi del Monaco che lo lasciano in prestito al Partizan fino al termine della stagione.

#### Monaco e vari prestiti
Approda al Monaco in estate, ma il 21 gennaio 2021, dopo avere trovato poco spazio, viene ceduto in prestito al Cercle Bruges. Il 23 gennaio 2021 al debutto con il Cercle Bruges in occasione del match contro il KV Kortrijk sigla il gol del momentaneo 2-0 contribuendo alla vittoria del match per 2-1.
A fine prestito fa ritorno nel principato, ma anche questa volta viene ceduto nel mercato invernale, questa volta al Basilea. Il 19 febbraio 2022 esordisce con il Basilea nel match di campionato contro il Losanna, vinto 3-0.

#### Salisburgo
Il 28 giugno 2022 viene ceduto a titolo definitivo al Salisburgo. Il 6 agosto 2022 debutta con gli austriaci in occasione del match contro il TSV Hartberg, poi vinto 2-0. Il 14 agosto 2022 sigla il suo primo gol con il Salisburgo nel match di campionato contro il Wolfsberger AC, poi vinto 2-1. Il 6 settembre 2022 esordisce in Champions League in occasione del match contro il Milan, poi finito 1-1. A seguito della retrocessione del Salisburgo in Europa League, Pavlovic esordisce nella medesima competizione il 16 febbraio 2023 nel match contro la Roma, vinto 1-0. A fine stagione con i suoi compagni si laurea campione d'Austria, contribuendo alla vittoria del diciassettesimo campionato del Salisburgo.

#### Milan
Il 31 luglio 2024, passa a titolo definitivo al Milan, in Serie A, per 18 milioni di euro più 2 di bonus, firmando un contratto quadriennale, con opzione per un'altra annata. Il 24 agosto esordisce con i rossoneri disputando da titolare la partita persa per 2-1 in casa del Parma. Sette giorni dopo segna il suo primo gol in serie A nella partita in casa della Lazio, finita sul 2-2, in cui firma il momentaneo vantaggio rossonero per 1-0.

### Nazionale
Pavlović è stato selezionato per la Serbia a livello under-17 e under-19. Ha fatto il suo debutto con la squadra nazionale under-21 il 6 settembre 2019, giocando tutti i 90 minuti in una sconfitta esterna per 1-0 contro la Russia nelle loro 2021 UEFA European Under-21 Championship qualification Group 5.
Ha fatto il suo debutto con la squadra senior il 3 settembre 2020, quando ha iniziato una partita esterna della UEFA Nations League 2020–21 contro la Russia.
Nel novembre 2022, è stato selezionato nella squadra della Serbia per la Coppa del mondo FIFA 2022 in Qatar. Ha giocato in tutte e tre le partite della fase a gironi, contro il Brasile, Camerun e Svizzera, andando in goal di testa nella partita della fase a gironi contro il Camerun, su assist di Dušan Tadić. La Serbia si è classificata quarta nel gruppo.
Convocato pure per Euro 2024, anche in questo caso i serbi vengono eliminati piazzandosi quarti nel loro girone.

## Statistiche

### Presenze e reti nei club
Statistiche aggiornate al 1º luglio 2025.
| Stagione          | Squadra           | Campionato        | Campionato | Campionato | Coppe nazionali | Coppe nazionali | Coppe nazionali | Coppe continentali | Coppe continentali | Coppe continentali | Altre coppe | Altre coppe | Altre coppe | Totale | Totale | Totale |
| Stagione          | Squadra           | Comp              | Pres       | Reti       | Comp            | Pres            | Reti            | Comp               | Pres               | Reti               | Comp        | Pres        | Reti        | Pres   | Reti   |        |
| ----------------- | ----------------- | ----------------- | ---------- | ---------- | --------------- | --------------- | --------------- | ------------------ | ------------------ | ------------------ | ----------- | ----------- | ----------- | ------ | ------ | ------ |
| 2018-2019         | Partizan          | SL                | 11         | 0          | CS              | 4               | 0               | UEL                | 0                  | 0                  | -           | -           | -           | 15     | 0      |        |
| 2019-2020         | Partizan          | SL                | 26         | 1          | CS              | 4               | 1               | UEL                | 12                 | 0                  | -           | -           | -           | 42     | 2      |        |
| Totale Partizan   | Totale Partizan   | Totale Partizan   | 37         | 1          |                 | 8               | 1               |                    | 12                 | 0                  |             | -           | -           | 57     | 2      |        |
| 2020-gen. 2021    | Monaco            | L1                | 1          | 0          | CF              | 0               | 0               | -                  | -                  | -                  | -           | -           | -           | 1      | 0      |        |
| gen.-giu. 2021    | Cercle Bruges     | D1                | 11         | 1          | CB              | 1               | 0               | UEL                | -                  | -                  | -           | -           | -           | 12     | 1      |        |
| 2021-gen. 2022    | Monaco            | L1                | 7          | 0          | CF              | 1               | 0               | UCL+UEL            | 0+3                | 0                  | -           | -           | -           | 11     | 0      |        |
| Totale Monaco     | Totale Monaco     | Totale Monaco     | 8          | 0          |                 | 1               | 0               |                    | 3                  | 0                  |             | -           | -           | 12     | 0      |        |
| gen.-giu. 2022    | Basilea           | SL                | 10         | 0          | CS              | -               | -               | UECL               | -                  | -                  | -           | -           | -           | 10     | 0      |        |
| 2022-2023         | Salisburgo        | BL                | 24         | 1          | CA              | 3               | 1               | UCL+UEL            | 6+1                | 0                  | -           | -           | -           | 34     | 2      |        |
| 2023-2024         | Salisburgo        | BL                | 26         | 2          | CA              | 5               | 1               | UCL                | 6                  | 0                  | -           | -           | -           | 37     | 3      |        |
| Totale Salisburgo | Totale Salisburgo | Totale Salisburgo | 50         | 3          |                 | 8               | 2               |                    | 13                 | 0                  |             | -           | -           | 71     | 5      |        |
| 2024-2025         | Milan             | A                 | 19         | 2          | CI              | 3               | 0               | UCL                | 7                  | 0                  | SI          | 0           | 0           | 29     | 2      |        |
| 2025-2026         | Milan             | A                 | 0          | 0          | CI              | 1               | 0               | -                  | -                  | -                  | SI          | 0           | 0           | 0      | 0      |        |
| Totale Milan      | Totale Milan      | Totale Milan      | 19         | 2          |                 | 4               | 0               |                    | 7                  | 0                  |             | 0           | 0           | 30     | 2      |        |
| Totale carriera   | Totale carriera   | Totale carriera   | 135        | 7          |                 | 22              | 3               |                    | 35                 | 0                  |             | 0           | 0           | 192    | 10     |        |

### Cronologia presenze e reti in nazionale
| Cronologia completa delle presenze e delle reti in nazionale ― Serbia | Cronologia completa delle presenze e delle reti in nazionale ― Serbia | Cronologia completa delle presenze e delle reti in nazionale ― Serbia | Cronologia completa delle presenze e delle reti in nazionale ― Serbia | Cronologia completa delle presenze e delle reti in nazionale ― Serbia | Cronologia completa delle presenze e delle reti in nazionale ― Serbia | Cronologia completa delle presenze e delle reti in nazionale ― Serbia | Cronologia completa delle presenze e delle reti in nazionale ― Serbia |
| Data                                                                  | Città                                                                 | In casa                                                               | Risultato                                                             | Ospiti                                                                | Competizione                                                          | Reti                                                                  | Note                                                                  |
| --------------------------------------------------------------------- | --------------------------------------------------------------------- | --------------------------------------------------------------------- | --------------------------------------------------------------------- | --------------------------------------------------------------------- | --------------------------------------------------------------------- | --------------------------------------------------------------------- | --------------------------------------------------------------------- |
| 3-9-2020                                                              | Mosca                                                                 | Russia                                                                | 3 – 1                                                                 | Serbia                                                                | UEFA Nations League 2020-2021 - 1º turno                              | -                                                                     | 46’ 64’                                                               |
| 6-9-2020                                                              | Belgrado                                                              | Serbia                                                                | 0 – 0                                                                 | Turchia                                                               | UEFA Nations League 2020-2021 - 1º turno                              | -                                                                     |                                                                       |
| 11-10-2020                                                            | Belgrado                                                              | Serbia                                                                | 0 – 1                                                                 | Ungheria                                                              | UEFA Nations League 2020-2021 - 1º turno                              | -                                                                     | 48’                                                                   |
| 18-11-2020                                                            | Belgrado                                                              | Serbia                                                                | 5 – 0                                                                 | Russia                                                                | UEFA Nations League 2020-2021 - 1º turno                              | -                                                                     | 90’                                                                   |
| 24-3-2021                                                             | Belgrado                                                              | Serbia                                                                | 3 – 2                                                                 | Irlanda                                                               | Qual. Mondiali 2022                                                   | -                                                                     | 89’                                                                   |
| 27-3-2021                                                             | Belgrado                                                              | Serbia                                                                | 2 – 2                                                                 | Portogallo                                                            | Qual. Mondiali 2022                                                   | -                                                                     |                                                                       |
| 30-3-2021                                                             | Baku                                                                  | Azerbaigian                                                           | 1 – 2                                                                 | Serbia                                                                | Qual. Mondiali 2022                                                   | -                                                                     |                                                                       |
| 6-6-2021                                                              | Miki                                                                  | Giamaica                                                              | 1 – 1                                                                 | Serbia                                                                | Amichevole                                                            | 1                                                                     | 46’ 90+3’                                                             |
| 11-6-2021                                                             | Kobe                                                                  | Giappone                                                              | 1 – 0                                                                 | Serbia                                                                | Amichevole                                                            | -                                                                     | 61’                                                                   |
| 1-9-2021                                                              | Debrecen                                                              | Qatar                                                                 | 0 – 4                                                                 | Serbia                                                                | Amichevole                                                            | -                                                                     |                                                                       |
| 4-9-2021                                                              | Belgrado                                                              | Serbia                                                                | 4 – 1                                                                 | Lussemburgo                                                           | Qual. Mondiali 2022                                                   | -                                                                     |                                                                       |
| 7-9-2021                                                              | Dublino                                                               | Irlanda                                                               | 1 – 1                                                                 | Serbia                                                                | Qual. Mondiali 2022                                                   | -                                                                     |                                                                       |
| 9-10-2021                                                             | Lussemburgo                                                           | Lussemburgo                                                           | 0 – 1                                                                 | Serbia                                                                | Qual. Mondiali 2022                                                   | -                                                                     | 22’ 46’                                                               |
| 11-11-2021                                                            | Belgrado                                                              | Serbia                                                                | 4 – 0                                                                 | Qatar                                                                 | Amichevole                                                            | -                                                                     | 47’                                                                   |
| 14-11-2021                                                            | Lisbona                                                               | Portogallo                                                            | 1 – 2                                                                 | Serbia                                                                | Qual. Mondiali 2022                                                   | -                                                                     | 66’                                                                   |
| 24-3-2022                                                             | Budapest                                                              | Ungheria                                                              | 0 – 1                                                                 | Serbia                                                                | Amichevole                                                            | -                                                                     | 55’                                                                   |
| 29-3-2022                                                             | Copenaghen                                                            | Danimarca                                                             | 3 – 0                                                                 | Serbia                                                                | Amichevole                                                            | -                                                                     | 73’                                                                   |
| 2-6-2022                                                              | Belgrado                                                              | Serbia                                                                | 0 – 1                                                                 | Norvegia                                                              | UEFA Nations League 2022-2023 - 1º turno                              | -                                                                     |                                                                       |
| 9-6-2022                                                              | Solna                                                                 | Svezia                                                                | 0 – 1                                                                 | Serbia                                                                | UEFA Nations League 2022-2023 - 1º turno                              | -                                                                     | 60’ 77’                                                               |
| 12-6-2022                                                             | Lubiana                                                               | Slovenia                                                              | 2 – 2                                                                 | Serbia                                                                | UEFA Nations League 2022-2023 - 1º turno                              | -                                                                     |                                                                       |
| 27-9-2022                                                             | Oslo                                                                  | Norvegia                                                              | 0 – 2                                                                 | Serbia                                                                | UEFA Nations League 2022-2023 - 1º turno                              | -                                                                     | 86’ 89’                                                               |
| 18-11-2022                                                            | Riffa                                                                 | Bahrein                                                               | 1 – 5                                                                 | Serbia                                                                | Amichevole                                                            | -                                                                     |                                                                       |
| 24-11-2022                                                            | Lusail                                                                | Brasile                                                               | 2 – 0                                                                 | Serbia                                                                | Mondiali 2022 - 1º turno                                              | -                                                                     | 7’                                                                    |
| 28-11-2022                                                            | Al Wakrah                                                             | Camerun                                                               | 3 – 3                                                                 | Serbia                                                                | Mondiali 2022 - 1º turno                                              | 1                                                                     | 56’                                                                   |
| 2-12-2022                                                             | Doha                                                                  | Serbia                                                                | 2 – 3                                                                 | Svizzera                                                              | Mondiali 2022 - 1º turno                                              | -                                                                     | 56’                                                                   |
| 24-3-2023                                                             | Belgrado                                                              | Serbia                                                                | 2 – 0                                                                 | Lituania                                                              | Qual. Euro 2024                                                       | -                                                                     |                                                                       |
| 27-3-2023                                                             | Podgorica                                                             | Montenegro                                                            | 0 – 2                                                                 | Serbia                                                                | Qual. Euro 2024                                                       | -                                                                     |                                                                       |
| 20-6-2023                                                             | Razgrad                                                               | Bulgaria                                                              | 1 – 1                                                                 | Serbia                                                                | Qual. Euro 2024                                                       | -                                                                     | 88’                                                                   |
| 7-9-2023                                                              | Belgrado                                                              | Serbia                                                                | 1 – 2                                                                 | Ungheria                                                              | Qual. Euro 2024                                                       | -                                                                     |                                                                       |
| 14-10-2023                                                            | Budapest                                                              | Ungheria                                                              | 2 – 1                                                                 | Serbia                                                                | Qual. Euro 2024                                                       | 1                                                                     |                                                                       |
| 17-10-2023                                                            | Belgrado                                                              | Serbia                                                                | 3 – 1                                                                 | Montenegro                                                            | Qual. Euro 2024                                                       | -                                                                     |                                                                       |
| 15-11-2023                                                            | Lovanio                                                               | Belgio                                                                | 1 – 0                                                                 | Serbia                                                                | Amichevole                                                            | -                                                                     |                                                                       |
| 21-3-2024                                                             | Mosca                                                                 | Russia                                                                | 4 – 0                                                                 | Serbia                                                                | Amichevole                                                            | -                                                                     |                                                                       |
| 4-6-2024                                                              | Vienna                                                                | Austria                                                               | 2 – 1                                                                 | Serbia                                                                | Amichevole                                                            | 1                                                                     |                                                                       |
| 8-6-2024                                                              | Solna                                                                 | Svezia                                                                | 0 – 3                                                                 | Serbia                                                                | Amichevole                                                            | -                                                                     | 45+2’                                                                 |
| 16-6-2024                                                             | Gelsenkirchen                                                         | Serbia                                                                | 0 – 1                                                                 | Inghilterra                                                           | Euro 2024 - 1º turno                                                  | -                                                                     |                                                                       |
| 20-6-2024                                                             | Monaco di Baviera                                                     | Slovenia                                                              | 1 – 1                                                                 | Serbia                                                                | Euro 2024 - 1º turno                                                  | -                                                                     |                                                                       |
| 25-6-2024                                                             | Monaco di Baviera                                                     | Danimarca                                                             | 0 – 0                                                                 | Serbia                                                                | Euro 2024 - 1º turno                                                  | -                                                                     |                                                                       |
| 5-9-2024                                                              | Belgrado                                                              | Serbia                                                                | 0 – 0                                                                 | Spagna                                                                | UEFA Nations League 2024-2025 - 1º turno                              | -                                                                     |                                                                       |
| 8-9-2024                                                              | Copenaghen                                                            | Danimarca                                                             | 2 – 0                                                                 | Serbia                                                                | UEFA Nations League 2024-2025 - 1º turno                              | -                                                                     | 71’                                                                   |
| 12-10-2024                                                            | Leskovac                                                              | Serbia                                                                | 2 – 0                                                                 | Svizzera                                                              | UEFA Nations League 2024-2025 - 1º turno                              | -                                                                     |                                                                       |
| 15-10-2024                                                            | Cordova                                                               | Spagna                                                                | 3 – 0                                                                 | Serbia                                                                | UEFA Nations League 2024-2025 - 1º turno                              | -                                                                     | 76’                                                                   |
| 18-11-2024                                                            | Leskovac                                                              | Serbia                                                                | 0 – 0                                                                 | Danimarca                                                             | UEFA Nations League 2024-2025 - 1º turno                              | -                                                                     | 90’, 90+5’                                                            |
| 23-3-2025                                                             | Belgrado                                                              | Serbia                                                                | 2 – 0                                                                 | Austria                                                               | UEFA Nations League 2024-2025 - Play-off                              | -                                                                     |                                                                       |
| 7-6-2025                                                              | Tirana                                                                | Albania                                                               | 0 – 0                                                                 | Serbia                                                                | Qual. Mondiali 2026                                                   | -                                                                     | 17’                                                                   |
| 10-6-2025                                                             | Leskovac                                                              | Serbia                                                                | 3 – 0                                                                 | Andorra                                                               | Qual. Mondiali 2026                                                   | -                                                                     |                                                                       |
| Totale                                                                |                                                                       | Presenze                                                              | 46                                                                    |                                                                       | Reti                                                                  | 4                                                                     |                                                                       |

| Cronologia completa delle presenze e delle reti in nazionale ― Serbia under 21 | Cronologia completa delle presenze e delle reti in nazionale ― Serbia under 21 | Cronologia completa delle presenze e delle reti in nazionale ― Serbia under 21 | Cronologia completa delle presenze e delle reti in nazionale ― Serbia under 21 | Cronologia completa delle presenze e delle reti in nazionale ― Serbia under 21 | Cronologia completa delle presenze e delle reti in nazionale ― Serbia under 21 | Cronologia completa delle presenze e delle reti in nazionale ― Serbia under 21 | Cronologia completa delle presenze e delle reti in nazionale ― Serbia under 21 |
| Data                                                                           | Città                                                                          | In casa                                                                        | Risultato                                                                      | Ospiti                                                                         | Competizione                                                                   | Reti                                                                           | Note                                                                           |
| ------------------------------------------------------------------------------ | ------------------------------------------------------------------------------ | ------------------------------------------------------------------------------ | ------------------------------------------------------------------------------ | ------------------------------------------------------------------------------ | ------------------------------------------------------------------------------ | ------------------------------------------------------------------------------ | ------------------------------------------------------------------------------ |
| 6-9-2019                                                                       | Saransk                                                                        | Russia under 21                                                                | 1 – 0                                                                          | Serbia under 21                                                                | Qual. Europeo Under-21 2021                                                    | -                                                                              |                                                                                |
| 10-9-2019                                                                      | Novi Sad                                                                       | Serbia under 21                                                                | 1 – 1                                                                          | Lettonia under 21                                                              | Qual. Europeo Under-21 2021                                                    | -                                                                              |                                                                                |
| 11-10-2019                                                                     | Sofia                                                                          | Bulgaria under 21                                                              | 0 – 1                                                                          | Serbia under 21                                                                | Qual. Europeo Under-21 2021                                                    | -                                                                              |                                                                                |
| 15-10-2019                                                                     | Łódź                                                                           | Polonia under 21                                                               | 1 – 0                                                                          | Serbia under 21                                                                | Qual. Europeo Under-21 2021                                                    | -                                                                              |                                                                                |
| Totale                                                                         |                                                                                | Presenze                                                                       | 4                                                                              |                                                                                | Reti                                                                           | 0                                                                              |                                                                                |

## Palmarès

### Club

#### Competizioni nazionali
- Coppa di Serbia: 1

Partizan: 2018-2019
- Campionato austriaco: 1

Salisburgo: 2022-2023
- Supercoppa italiana: 1

Milan: 2024